# Javerlhac-et-la-Chapelle-Saint-Robert
Javerlhac-et-la-Chapelle-Saint-Robert település Franciaországban, Dordogne megyében. Lakosainak száma 818 fő (2022. január 1.). Javerlhac-et-la-Chapelle-Saint-Robert Mainzac, Souffrignac, Le Bourdeix, Hautefaye, Lussas-et-Nontronneau, Varaignes, Teyjat és Saint-Martin-le-Pin községekkel határos.

## Népesség
A település népességének változása:
| Lakosok száma | 1129 | 1004 | 1064 | 897  | 876  | 858  | 846  | 835  | 829  | 818  |
|               | 1968 | 1982 | 1990 | 2006 | 2013 | 2015 | 2017 | 2019 | 2020 | 2022 |